# 動物恐怖症
動物恐怖症（どうぶつきょうふしょう。英：zoophobia）とは、特定の動物を見ることや触れることに対して恐怖心や拒絶反応を起こす状態のこと。

## 具体例
- かつて犬に咬まれたり、驚かされた経験のある人物が、犬を触れることを嫌がる。
- 蛇を気味悪いと思い、蛇を怖がる。又は、蛇に咬まれて死ぬという恐怖に駆られる。
- 蜂に刺されて死ぬという恐怖に駆られる。
- 外の動物でも、咬まれたり刺されたりしたことなどがなくても、咬まれる/刺されるかもしれないという恐怖からパニック状態（硬直・叫喚など）になる。